# Pignataro Interamna
Pignataro Interamna és un comune (municipi) de la província de Frosinone, a la regió italiana del Laci.
Pren el nom de l'antiga colònia romana de Interamna Lirinas.
Pignataro Interamna limita amb els municipis de Cassino, Piedimonte San Germano, San Giorgio a Liri, Villa Santa Lucia, Aquino, Esperia, Pontecorvo i Sant'Apollinare.
A 1 de gener de 2019 tenia 2.499 habitants.